# Schimmelpenning-Feuerstein-Mims-Syndrom
Das Schimmelpenning-Feuerstein-Mims-Syndrom ist ein seltenes angeborenes, zu den neuroektodermalen Erkrankungen gehörendes Fehlbildungssyndrom der Haut und des Nervensystems sowie häufig der Augen auf genetischer Grundlage.
Synonyme sind: SFM-Syndrom; Schimmelpenning-Syndrom; Naevus sebaceus Jadassohn; Syndrom des linearen Naevus sebaceus; Neuroektodermales Syndrom (Feuerstein-Mims); Haut-Augen-Hirn-Herz-Syndrom; HAHH-Syndrom; englisch Nevus sebaceus syndrome; Solomon syndrome; Jadassohn Nevus Phakomatosis; JNP; Oorganoid Nevus Phakomatosis
Die Namensbezeichnungen beziehen sich auf die Erstbeschreibung aus dem Jahre 1895 durch den deutschen Hautarzt Josef Jadassohn, den deutschen Neurologen Gustav W. Schimmelpenning (Kiel) mit seiner Beschreibung aus dem Jahre 1957 und den US-amerikanischen Ärzten Richard C. Feuerstein und Leroy C. Mims (USA) nach einer Beschreibung aus dem Jahre 1962.

## Vorkommen
Die Häufigkeit wird mit 1 zu 1000 Geburten angegeben.

## Ursache
Die Ursache ist nicht bekannt. Es wird vermutet, dass somatische Mutationen mit Mosaikbildung ursächlich sein können. Als dominante Gene kommen infrage:
- NRAS-Gen auf Chromosom 1 an Genort p13.2
- HRAS-Gen auf Chromosom 11 an Genort p15.5
- KRAS-Gen auf Chromosom 12 an Genort p12.1

## Symptome
Klinische Kriterien sind:
- bei Geburt vorliegende Hautveränderungen mit zahlreichen linear angeordneten, den Blaschko-Linien folgenden Talgdrüsenaevi hauptsächlich an Kopf und Hals, auch an der Mundschleimhaut
- meist nur eine Körperhälfte betroffen
- zunehmend multiple Naevuszellnaevi mit Warzenbildungen
- partielle Alopezie der Kopfhaut
- Schädelasymmetrie mit knöchernen Vorwölbungen
- schwere Entwicklungsstörung des Gehirns mit geistiger Behinderung, zentralen Lähmungen (spastische Hemiparesen) und im Kindesalter beginnenden epileptischen Anfällen
- Augenveränderungen wie Mikrophthalmie, Kolobom, Dermoidzyste, Hornhauttrübung, Symblepharon, Nystagmus, Ptosis

Hinzu können Meningeom, Optikusgliom, Osteoklastom und Ameloblastom, Osteofibrom, Osteomalazie, Hämangiomatose, Kardiomyopathie, Aortenisthmusstenose, Inguinalhernie oder Klitorishypertrophie treten.
Die Hautveränderungen können in folgende Stadien eingeteilt werden:
- Stadium 1 (von Geburt bis Pubertät), kleine nicht behaarte Läsionen, Rückbildungen möglich
- Stadium 2 (während der Pubertät), Vergrößerung der Drüsen und Warzenbildung
- Stadium 3 (im Erwachsenenalter), mögliche malignen Entartung, meist zu einem Basaliom

## Differentialdiagnose
Abzugrenzen sind:
- Naevus comedonicus-Syndrom[8]
- Becker-Nävus
- Phakomatosis pigmentokeratotica[9]
- Proteus-Syndrom
- CHILD-Syndrom

## Behandlung
Die Naevi machen meist keine Beschwerden, aufgrund kosmetischer Gründe und der Möglichkeit einer malignen Entartung ist die operative Entfernung angezeigt.